# Cantón de Moulins-Sur
El cantón de Moulins-Sur  era una división administrativa francesa que estaba situada en el departamento de Allier y la región de Auvernia.

## Composición
El cantón estaba formado por dos comunas, más una fracción de la comuna de Moulins:
- Bressolles
- Moulins (fracción)
- Toulon-sur-Allier

## Supresión del cantón de Moulins-Sur
En aplicación del Decreto n.º 2014-265, de 27 de febrero de 2014, el cantón de Moulins-Sur fue suprimido el 22 de marzo de 2015 y sus 3 comunas pasaron a formar parte, dos del nuevo cantón de Moulins-2 y una del nuevo cantón de Souvigny.